# グスタボ・メンデス
グスタボ・エミリオ・メンデス・テチェラ（Gustavo Emilio Méndez Techera, 1971年2月3日 - ）は、ウルグアイ・モンテビデオ出身の元プロサッカー選手。元ウルグアイ代表である。ポジションはディフェンダー（右サイドバック）。

## 経歴
1995年のコパ・アメリカで優勝した。1997年のFIFAコンフェデレーションズカップでは4位になった。2002年の日韓W杯に出場した。

## 代表歴

### 出場大会
- ウルグアイ代表
  - 2002 FIFAワールドカップ

### 試合数
- 国際Aマッチ 45試合 0得点（1993年-2002年）[2]

| ウルグアイ代表 | 国際Aマッチ | 国際Aマッチ |
| 年             | 出場        | 得点        |
| -------------- | ----------- | ----------- |
| 1993           | 4           | 0           |
| 1994           | 1           | 0           |
| 1995           | 11          | 0           |
| 1996           | 3           | 0           |
| 1997           | 10          | 0           |
| 1998           | 1           | 0           |
| 1999           | 2           | 0           |
| 2000           | 5           | 0           |
| 2001           | 4           | 0           |
| 2002           | 4           | 0           |
| 通算           | 45          | 0           |